# My Magic
Pour plus de détails, voir Fiche technique et Distribution.
My Magic est un film singapourien en langue tamoule réalisé par Eric Khoo, sorti en 2008. Il fait partie de la sélection officielle au Festival de Cannes 2008.

## Synopsis
Francis, séparé de sa femme, décide de modifier son style de vie pour le bien de son fils. Pour cela, il renoue avec son précédent métier de magicien.

## Fiche technique
- Titre : My Magic
- Réalisation : Eric Khoo
- Scénario : Eric Khoo et Wong Kim-hoh
- Pays d'origine : Singapour
- Format : Couleurs
- Genre : Drame
- Durée : 75 minutes
- Dates de sortie : 2008

## Distribution
- Francis Bosco : Francis
- Jathisweran : l'enfant
- Grace Kalaiselvi : la femme